# Eternit-Werke
Die Eternit Österreich GmbH mit Hauptsitz in Vöcklabruck in Oberösterreich ist ein österreichisches Unternehmen, das Faserzementprodukte für Dächer und Fassaden produziert. Im Steildachbereich ist die Eternit Österreich GmbH österreichischer Marktführer. Im Jahresdurchschnitt beschäftigte das Werk in Vöcklabruck im Jahr 2015 469 Mitarbeiter. Der Umsatz im Jahr 2015 betrug 134,9 Millionen Euro. Auf dem deutschen Markt wird die gesamte Fassaden- und Dach-Produktpalette der Eternit Österreich GmbH unter dem Namen Swisspearl vertrieben.

## Geschichte

Historisches Logo

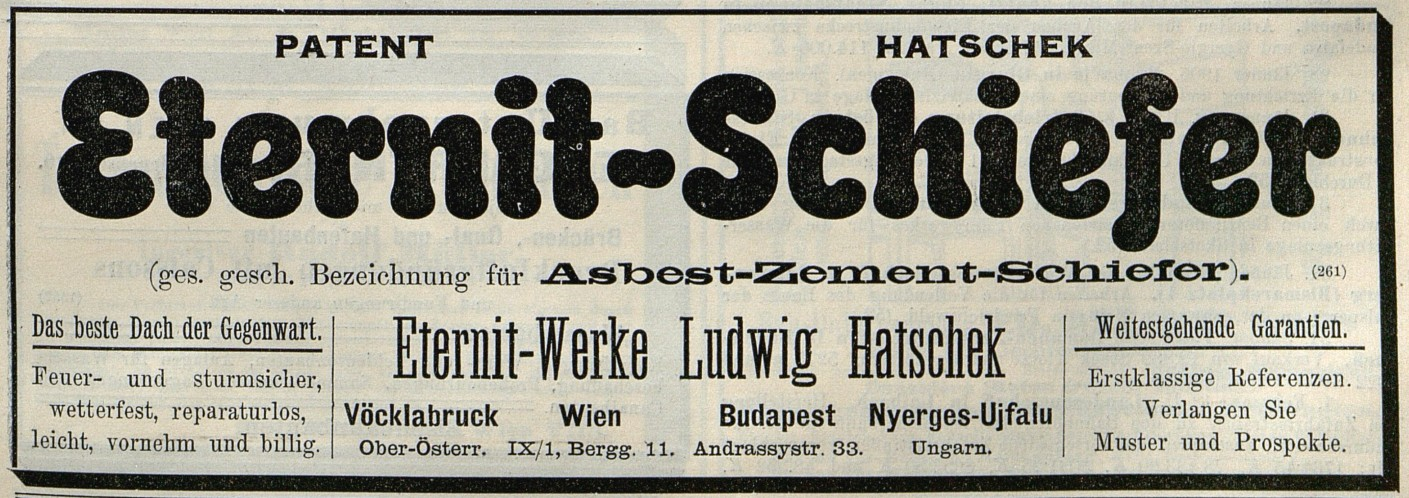
Anzeige der Eternit-Werke aus dem Jahre 1905

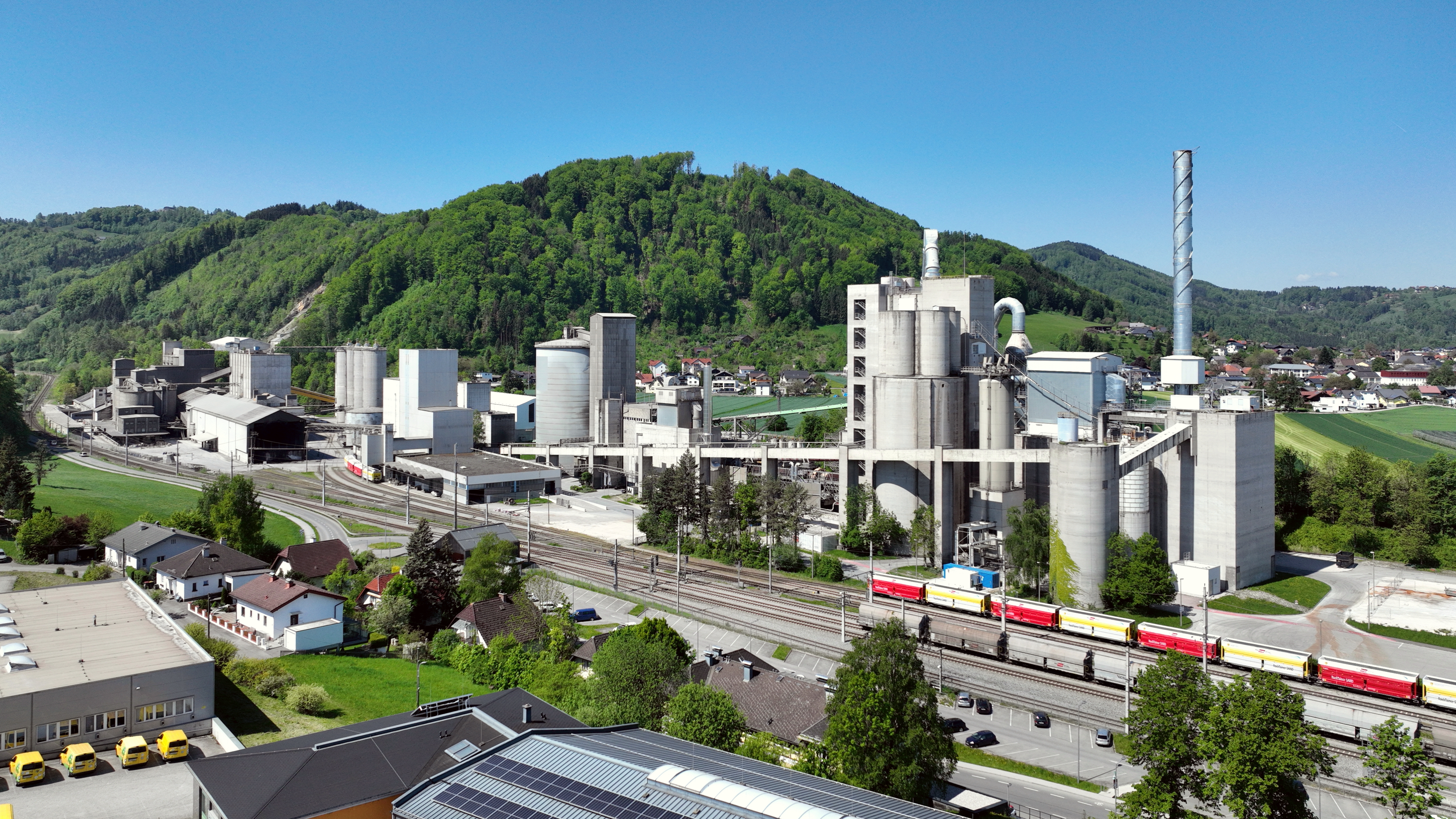
Zementwerk Hatschek an den Gemeindegrenzen von Gmunden, Altmünster und Pinsdorf

1894 kaufte Ludwig Hatschek die Hadernpapierfabrik Kochmühle in Vöcklabruck. Er entwickelte Faserzementprodukte unter dem Markennamen Eternit, welchen er von lateinisch aeternus, ewig, herleitete – eine Asbestpappe mit Portlandzement als Binder. Das Produkt verband Leichtigkeit mit Wasserundurchlässigkeit, es war preiswert und unbrennbar.
Anfang des 20. Jahrhunderts wurde Eternit als das „beste Dach der Gegenwart“ beworben, das „feuer- und sturmsicher, wetterfest, reparaturlos, leicht, vornehm und billig“ sei.
Die Gesundheitsgefahren durch Asbest wurden erst später bekannt. Anfang der 1990er Jahre wurde auf asbestfreie Produktion umgestellt.
Nach dem Tod des Gründers Ludwig Hatschek folgte ihm sein Sohn Hans Hatschek an der Unternehmensspitze nach. Während der Wirtschaftskrise 1934 war der Mitarbeiterstand der Firma mit 14 Angestellten am niedrigsten. Ende des Zweiten Weltkrieges kam die Produktion infolge Rohstoffmangels kurzfristig zum Erliegen. 1947 betrug der Mitarbeiterstand bereits wieder 345.
Seit dem Jahr 2009 gehört die Eternit Österreich GmbH und die FibreCem Deutschland GmbH vollständig dem Schweizer Unternehmer Bernhard Alpstaeg bzw. der von ihm gehaltenen Swisspearl Group, welche zum Firmengeflecht der Swisspor-Gruppe gehört.
Seit 2014 wird die gesamte Fassaden- und Dach-Produktpalette der Eternit Österreich GmbH unter dem Namen Swisspearl auf dem deutschen Markt vertrieben. Auia Deutschland ist ein hundertprozentiges Tochterunternehmen der Eternit Österreich. Mit Wirkung 24. Mai 2016 wurde die Rechtsform von einer Aktiengesellschaft auf eine Gesellschaft mit beschränkter Haftung geändert.

## Hans Hatschek und Hatschek-Stiftung
Hans Hatschek (1890–1956), Sohn von Ludwig Hatschek, trat nicht nur als Unternehmer, sondern auch als Mäzen hervor. Nach ihm sind im Bezirk zahlreiche Straßen sowie das ehemalige, von ihm gestiftete Gebäude des Landeskrankenhauses Vöcklabruck benannt. Während der 1964/65 errichtete Zubau am 12. März 2006 gesprengt wurde, blieb die von Heinrich Schmid und Hermann Aichinger 1927–1931 errichtete sogenannte „Hatschek-Stiftung“ als nunmehriges Offenes Kunst- und Kulturhaus Vöcklabruck großteils bestehen und wird für kulturelle Veranstaltungen und ein Jugendzentrum genutzt. Hatschek ist Ehrenbürger von Vöcklabruck.

## Produkte
Die Produktpalette reicht von Dach- und Fassadensystemen bis zu Pflanzengefäßen und Interieur. Ein Drittel der Produkte werden exportiert.

## Auszeichnungen
Bereits im Jahr 1958 erhielt das Unternehmen die Staatliche Auszeichnung und darf seither das Bundeswappen im Geschäftsverkehr verwenden. Die Eternit Österreich GmbH erhielten im März 1996 das Austria Gütezeichen.